# بنو مکرم (دهستان)
 بنو مکرم  به عربی ( بنو اَلمَکَرم ) دهستانی است در ۲۵ کیلومتری شهر صنعاء در ناحیهٔ (العدان العلیا) ،، از توابع استان استان صَنعاء در کشور یمن در شبه جزیره عربستان.

## جمعیت
جمعیت این دهستان در حدود (۲۰ خانوار) و (۶۲۴۴) نفر می‌باشد. 

## روستاهای توابع
روستاهای توابع این دهستان به شرح زیر است:
- روستای ضَروان
- روستای دَجریان
- روستای العتیل
- روستای الحناجر
- روستای بَنی مُونِس

.

## منبع
- المقحفی، ابراهیم، احمد ، (مُعجَم المُدُن وَالقَبائِل الیَمَنِیَة) ، منشورات دار الحکمة، صنعاء، چاپ پنجم، وانتشار سال ۱۹۸۵ میلادی به (عربی).
- صنعانی، محمد بن یحیی بن عبدالله بن احمد، الیمانی. ، (اَلأنَباءَ عَن دُولةَ بَلقِیسَ وَ سَبأَ) ، منشورات دار الیمنیة للنشر والتوزیع، صنعاء، چاپ وانتشار سال ۱۹۸۴ میلادی به (عربی).